# 디 암드
디 암드(The Armed)는 미국의 신스팝 밴드이다.